# Agilent Technologies
Agilent Technologies eller Agilent er et firma som designer og fremstiller elektroniske og bioanalytiske måleinstrumenter og udstyr til måling og evaulering. Agilent Technologies har en aktieværdi på over 15 milliarder USD og firmaets hovedhvarter er i Santa Clara, Californien, i Silicon Valley-området.
Mange af Agilents fortidige produktlinjer bliev udviklet af Hewlett-Packard, det amerikanske firma grundlagt i 1939. I 1999 blev produktlinjer som ikke direkte var forbundet med computere, hukommelse og billedbehandling grupperet i et separat firma (Agilent). Agilents børsnotering kan meget vel have været en af de største i Silicon Valleys historie.

Agilent Technologies blev som omtalt grundlagt i 1999 og var et $8 milliard USD firma med omkring 47.000 medarbejdere, fremstillende videnskabelige instrumenter, halvledere, optisk netværk enheder, og elektronisk testudstyr til telekommunikation og trådløs R&D og produktion.